# Volta a Rodas
Volta a Rodas é uma corrida profissional de ciclismo de estrada por etapas que se realiza na ilha de Rodes, em Grécia.
Foi uma corrida amador até 2001, quando passou a ser uma corrida profissional. Primeiro em categoria 2.3 e posteriormente na categoria 2.5.
A primeira edição disputou-se em 1987. Não se voltou a disputar até 1995. Desde então celebrou-se anualmente até 2003, ano de seu desaparecimento. Em 2017 voltou-se a dispustar depois de 13 anos de ausência, fazendo parte do UCI Europe Tour na categoria 2.2.
Durante suas últimas edições, antes do desaparecimento, disputava-se sobre quatro etapas. Em seu regresso em 2017 disputaram-se três.
O corredor que mais vezes se impôs é o suíço Fabian Cancellara, com duas vitórias.

## Palmarés
Em amarelo: edição amador.
| Ano       | Vencedor               | Segundo              | Terceiro              |
| --------- | ---------------------- | -------------------- | --------------------- |
| 1987      | Kanellos Kanellopoulos | Michalis Farantakis  | Georgios Maniatis     |
| 1988-1994 | Não se disputou        | Não se disputou      | Não se disputou       |
| 1995 (1)  | Kyriakos Koutsoudakis  | Lampros Vasilopoulos | Dimitris Georgalis    |
| 1995 (2)  | Vasileios Anastopoulos | Ioannis Foteinos     | Fotis Tsimitreas      |
| 1996      | Evgeni Golovanov       | Jaromir Purmensky    | Tomadas Sedlacek      |
| 1997      | Josef Regec            | Alexandre Kornatov   | Denis Menchov         |
| 1998      | Holger Sievers         | Heinz Marchel        | Robert Reynolds-Jones |
| 1999      | Arno Kaspret           |                      |                       |
| 2000      | Dennis Rasmussen       | Christian Van Dartel | Friedrich Berein      |
| 2001      | Fabian Cancellara      | Alexei Markov        | Bradley Wiggins       |
| 2002      | Fabian Cancellara      | Kurt Asle Arvesen    | Michael Rogers        |
| 2003      | Bram Schmitz           | Sebastian Lang       | Thomas Bruun Eriksen  |
| 2004-2016 | Não se disputou        | Não se disputou      | Não se disputou       |
| 2017      | Colin Stüssi           | Asmund Romstad Løvik | Cyrille Thièry        |
| 2018      | Mirco Maestri          | Torstein Træem       | Syver Wærsted         |
| 2019      | Martijn Budding        | Markus Hoelgaard     | Roland Thalmann       |
| 2020      | Søren Wærenskjold      | Christian Koch       | Paweł Bernas          |
| 2021      | Fredrik Dversnes       | Christian Koch       | Stan Van Tricht       |
| 2022      | Louis Bendixen         | Lukas Meiler         | Alexis Guérin         |

## Palmarés por países

### Amador
| País         | Vitórias |
| ------------ | -------- |
| Grécia       | 3        |
| Bielorrússia | 1        |
| Chéquia      | 1        |
| Alemanha     | 1        |
| Áustria      | 1        |
| Dinamarca    | 1        |

### Profissional
| País          | Vitórias |
| ------------- | -------- |
| Suíça         | 3        |
| Países Baixos | 2        |
| Noruega       | 2        |
| Itália        | 1        |
| Dinamarca     | 1        |